# I Really Love You
I Really Love You è un brano scritto da Leroy Swearingen; venne inizialmente registrato dal gruppo The Stereos di Steubenville nell'Ohio nel 1961. La loro versione raggiunse il quindicesimo posto nella classifica R&B ed il ventinovesimo nella Billboard Hot 100. Il 45 giri, avente al lato B Please Come Back To Me, venne pubblicato dalla Cub Records con il numero di serie K9095.

## La versione di George Harrison
George Harrison ha registrato una cover di I Really Love You per il suo album Gone Troppo del 1982. Negli States venne pubblicata su un singolo nel 1983 dalla Dark Horse con il numero di serie 7-29744, ma non entrò in classifica.

### Formazione
- George Harrison: voce
- Herbie Flowers: basso elettrico
- Mike Moran: tastiere
- Ray Cooper: pianoforte, piedi, glockenspiel
- Henry Spinetti: batteria
- Willie Greene: cori
- Bobby King: cori
- Pico Pena: cori[4]

## Tracce singolo

### The Stereos
1. I Really Love You – 2:16 (Leroy Swearingen)
2. Please Come Back To Me – 2:35 (Nathaniel Hicks)

### George Harrison
1. I Really Love You – 2:53 (Leroy Swearingen)
2. Circles – 3:45 (George Harrison)